# Балканская черепаха
Балканская черепаха (лат. Testudo hermanni) — вид сухопутных черепах. Населяет юг Европы.

## Описание

### Внешний вид
Длина панциря до 20 см (по другим данным — до 30). Окрас желтовато-коричневый, на щитках чёрные пятна. Хвост относительно длинный, заканчивается коническим шипом. Западный подвид несколько мельче восточного подвида (восточных подвидов).

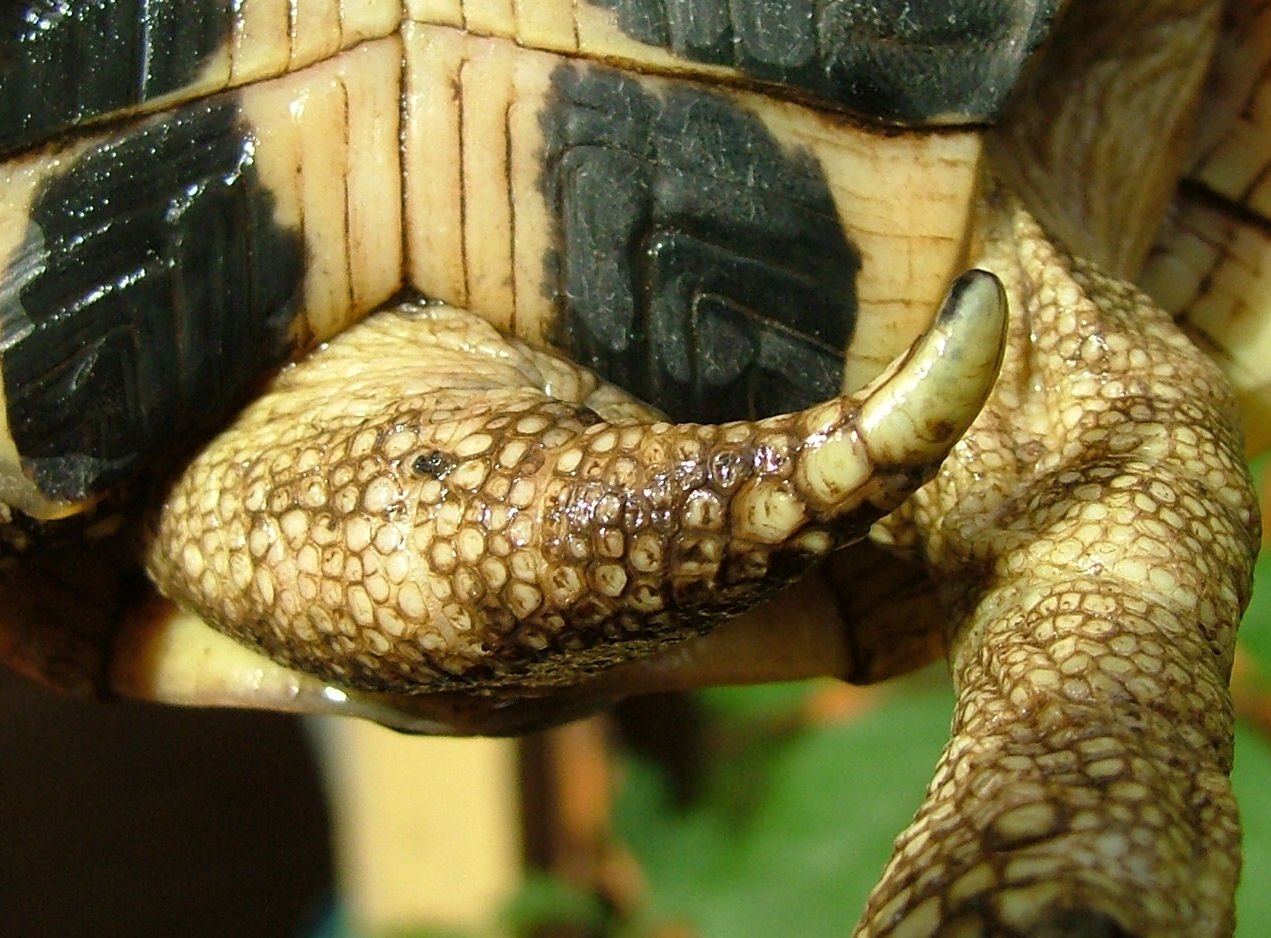
Шип на хвосте балканской черепахи

### Распространение и среда обитания
Населяет Южную Европу. Большая часть ареала расположена вдоль побережья Средиземного моря. Обитает в прибрежных районах от северо-восточной Испании и на восток до европейской части Турции, достигает Болгарии и Румынии. Встречается на Балеарских островах, Корсике, Сардинии, Сицилии и на некоторых греческих островах.
Населяет сухие прибрежные биотопы.

### Питание
Питается в основном растительной пищей, но поедает также беспозвоночных и падаль.

### Размножение и развитие
Спаривание проходит с апреля по август. Продолжительность беременности 70—80 дней. В кладке от 1 до 12 яиц, чаще 3. Возможны две кладки за сезон. Откладка проходит в мае—июне, молодь появляется в августе—сентябре. Самки достигают половой зрелости в 11—14 лет, самцы — в 5.

### Появление на свет балканской черепахи

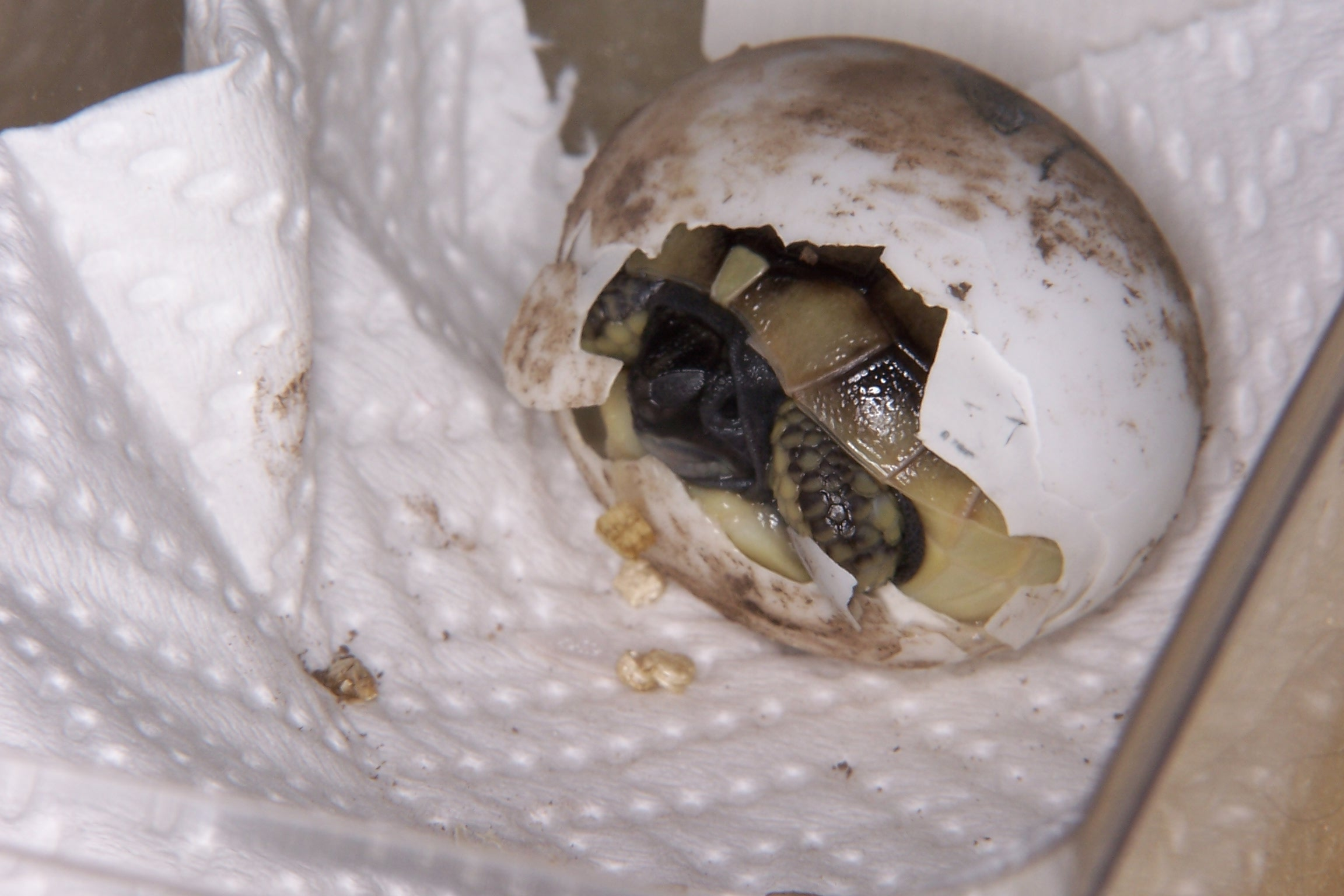
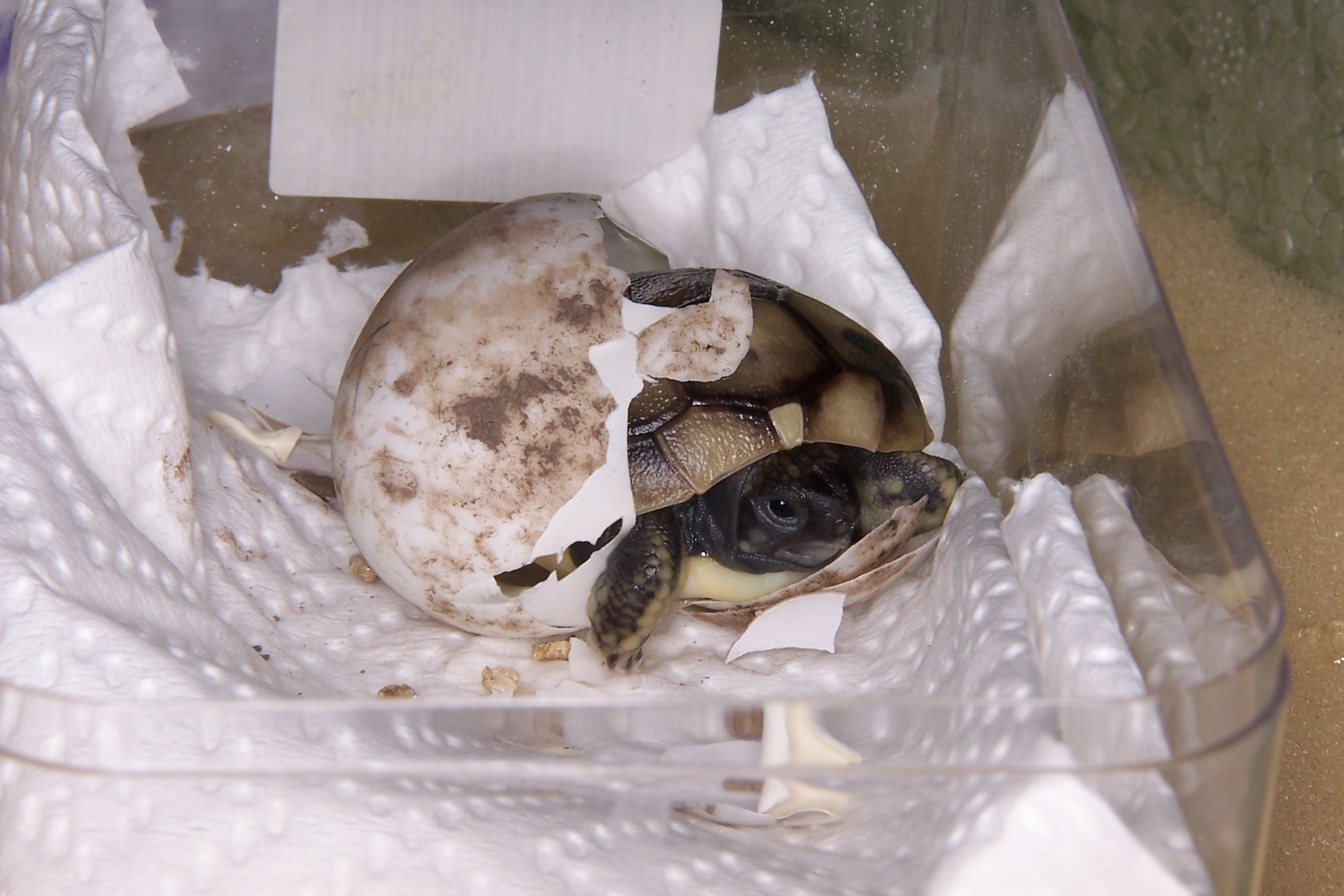
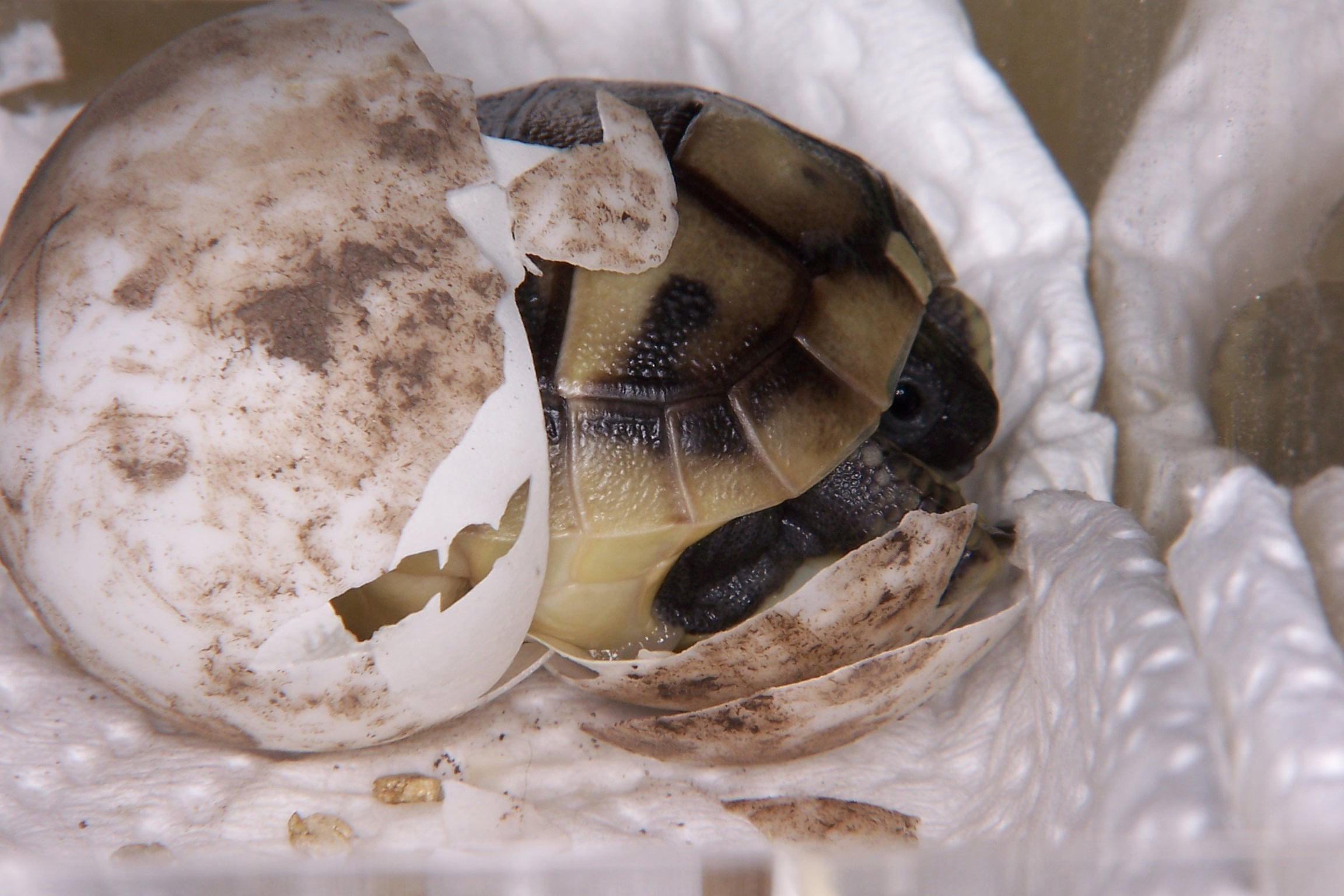
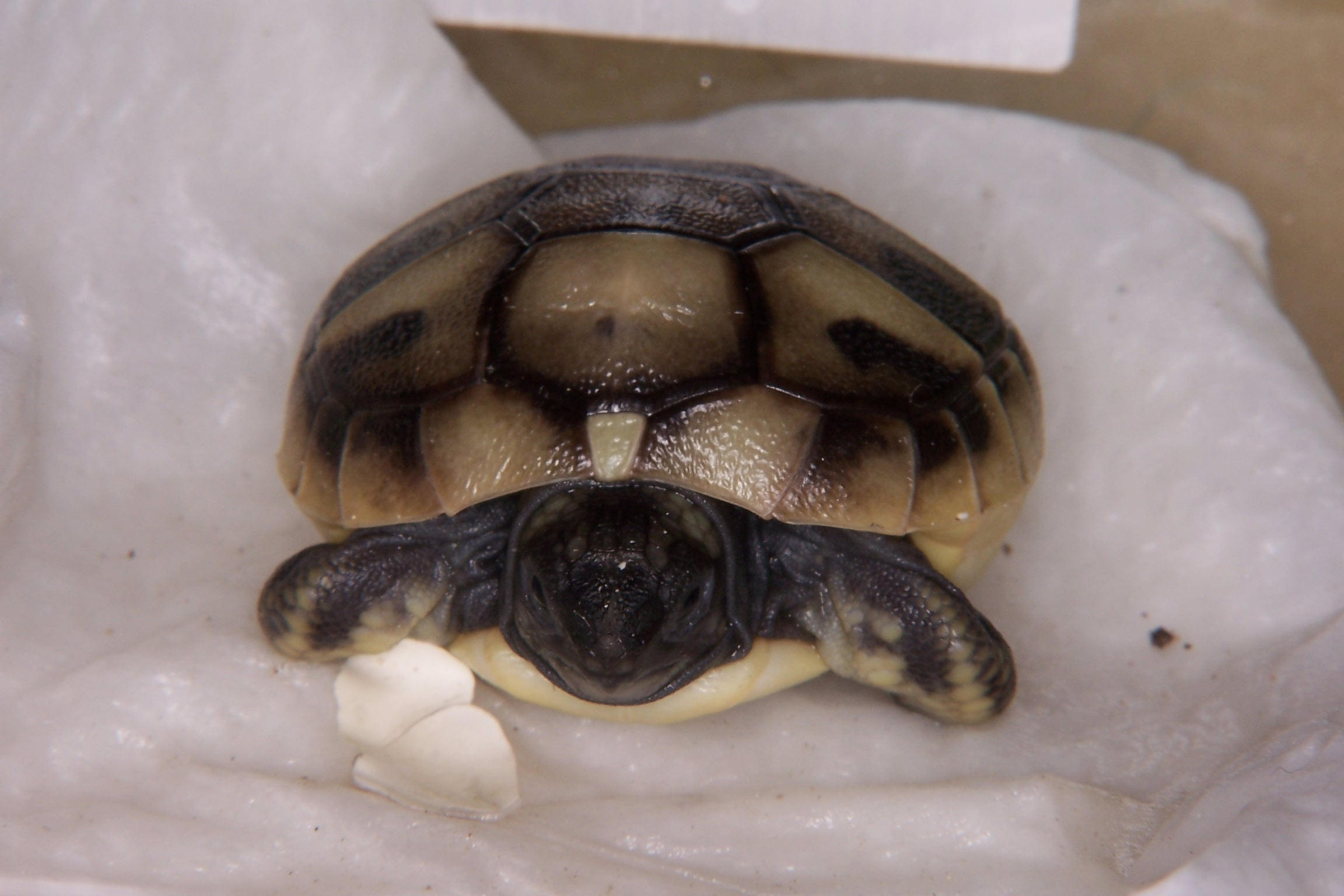

## Подвиды

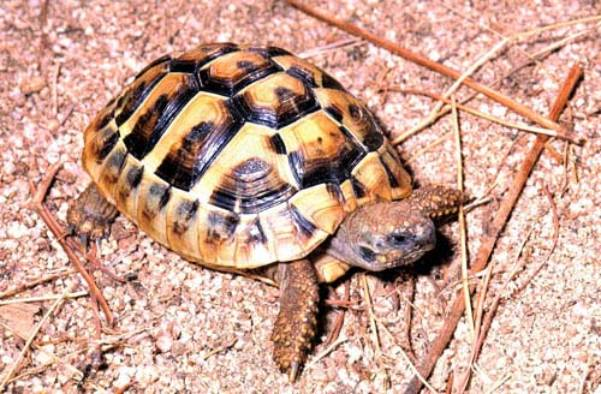
Балканская черепаха подвида с острова Мальорка

Относительно подвидов в источниках есть серьёзные разночтения. Согласно книге «Редкие и исчезающие животные. Земноводные и пресмыкающиеся» существует два подвида балканской черепахи: номинативный Testudo hermanni hermanni Gmelin, 1789 и Testudo hermanni robermertensi Wermuth, 1952. Первый из них населяет южную Италию, Балканы и юго-западную Румынию. Второй — юго-западную Европу: юг Франции, восток Испании, Болеарские острова, Корсику, Пианозу, Сардинию, центральную Италию.
Но на Викивидах, Викискладе и в англоязычной статье Hermann’s Tortoise приводится совершенно иная версия. Там утверждается, что подвид Testudo hermanni hermanni Gmelin, 1789 обитает на западе, а на востоке существует три подвида, не упомянутых в российском издании. Это Testudo hermanni boettgeri Mojsisovics, 1889, занимающий почти всю восточную часть ареала вида, Testudo hermanni hercegoviensis, обитающий на небольшом участке северо-западного побережья Балканского полуострова и находящийся под сомнением подвид Testudo hermanni peloponnesica с юга Греции.
Такие противоречия (особенно касательно номинативного подвида Testudo hermanni hermanni Gmelin, 1789) заставляют предположить, что в российское издание, возможно, вкралась ошибка.

## Балканская черепаха и человек

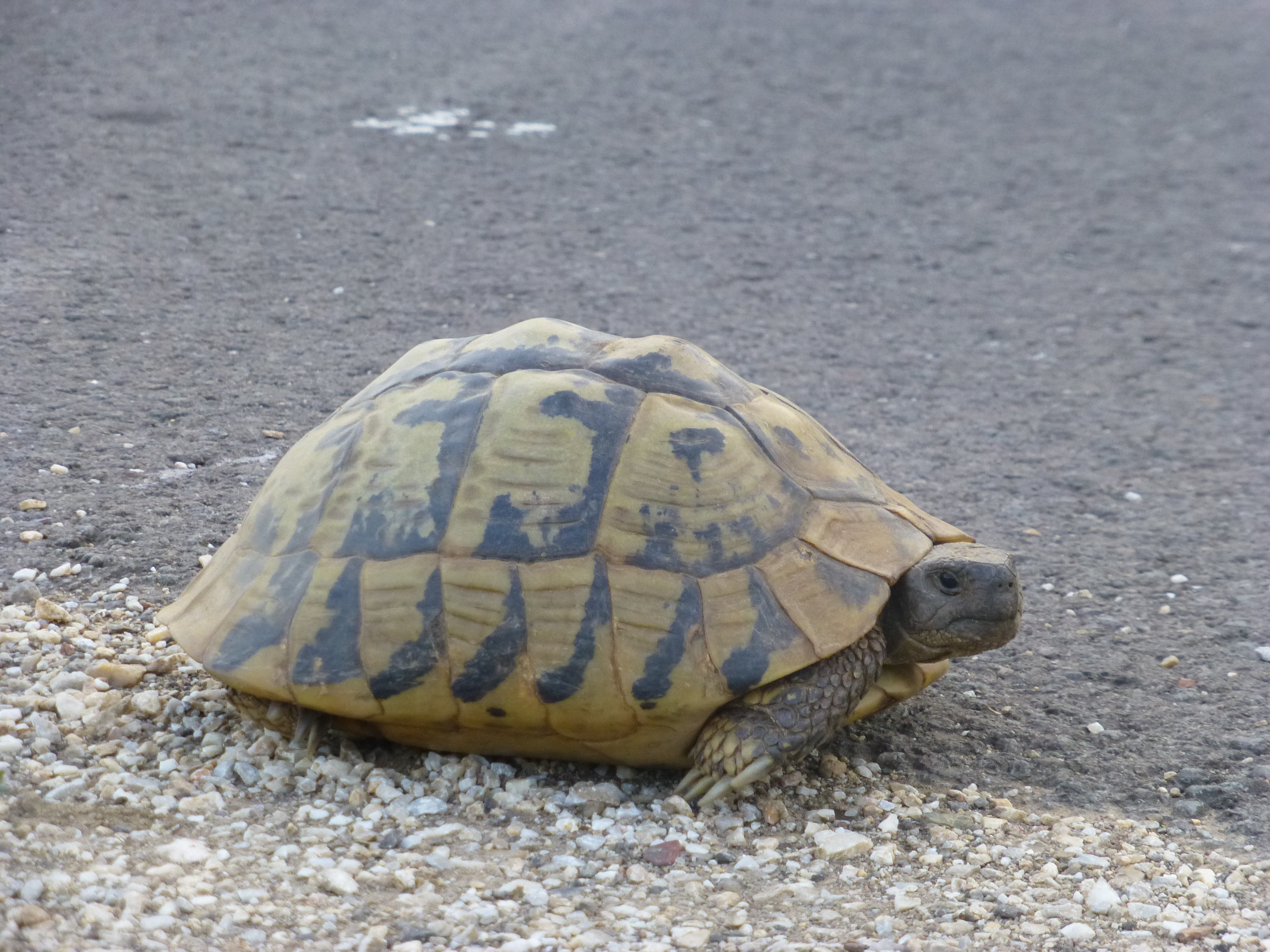
Балканская черепаха возле города Крушево, Македония

Балканская черепаха долгие годы сильно эксплуатировалась для торговли. Сейчас на большей части ареала её защищает закон.
В Испании на Балеарских островах небольшое количество особей сохранилось на юге острова Менорка и две популяции на северо-востоке и юго-востоке острова Мальорка. В материковой части Испании балканская черепаха встречается в небольшой области на севере провинции Жирона. Есть сообщения о находках этих животных в Валенсии. Предполагается, что предки материковых балканских черепах Испании были завезены туда человеком. Плотность их популяций очень низка.
Во Франции в неолите балканская черепаха населяла всю средиземноморскую материковую часть страны и далее на север. Вид здесь сильно пострадал из-за изменения климата и влияния человека. Сейчас черепахи сохранились в восточных Пиренеях вдоль франко-испанской границы и на юго-востоке страны в провинции Вар. Встречаются они и на восточном берегу Корсики. Во Франции балканская черепаха считается видом, находящимся под угрозой исчезновения.
На территории Италии сохранилось небольшое количество этих черепах на Лугурийском и Тирренском побережьях, на Сицилии, Сардинии и некоторых мелких островах, включая Эльбу, Лампедузу и Пантеллерию. Достаточно высокая плотность популяций сохраняется только в национальных парках и на личных землях.
На территории бывшей Югославии, в материковой части Греции и на Ионических островах, в Болгарии и европейской части Турции численность балканских черепах уменьшается из-за разрушения естественных биотопов и перевылова. Плотность популяции в Македонии составляет 55 особей на гектар, а вся она насчитывает около 5000 экземпляров. Максимальная плотность в восточных популяциях, обитающих в оптимальных для проживания этого вида сухих песчаных районах составляет более 150 особей на гектар.
В Румынии известно около 40 мест обитания балканских черепах на крайнем юго-западе вдоль границы с бывшей Югославией.
Необходима охрана биотопов от разрушения и полных запрет коммерческого сбора черепах. С 1979 года балканские черепахи в Европе находятся под охраной ряда законов, созданы специальные заповедники во Франции. Есть большие успехи в искусственном разведении балканских черепах.

## Содержание в неволе
Балканских черепах содержат в сухих террариумах. Температура — 25—32°С днём и на 5—7°С ниже ночью. В зимнее время этим черепахам необходима зимовка при температуре около 10 °C и влажности воздуха до 80 %. Инкубация яиц при температуре 28—32 °C длится 53—92 дня.
Продолжительность жизни может достигать 90 лет и более.